# Saaremaa
Saaremaa (en alemán/sueco Ösel, en danés Øsel, en latín Osilia) es la mayor isla de Estonia. Está situada en el mar Báltico, al sur de la isla de Hiiumaa y frente a la costa oeste de Estonia. La capital de Saaremaa es Kuressaare, la cual tiene unos 16.000 habitantes. La población total de la isla es de unos 32.000 habitantes y tiene una extensión de 2.673 km².
Saaremaa es la isla principal del condado de Saare (en estonio Saaremaa o Saare maakond). El nombre alemán y sueco de la isla es Ösel, mientras que el nombre en finés es Saarenmaa, que literalmente significa Tierra de la isla.

## Geografía
La isla cierra por el norte el golfo de Riga, que se comunica con el mar Báltico principalmente a través del estrecho de Irbe, situado entre la península de Curlandia en Letonia y la península de Sõrve al sur de Saaremaa. El punto más alto de la isla está a 54 metros sobre el nivel del mar.

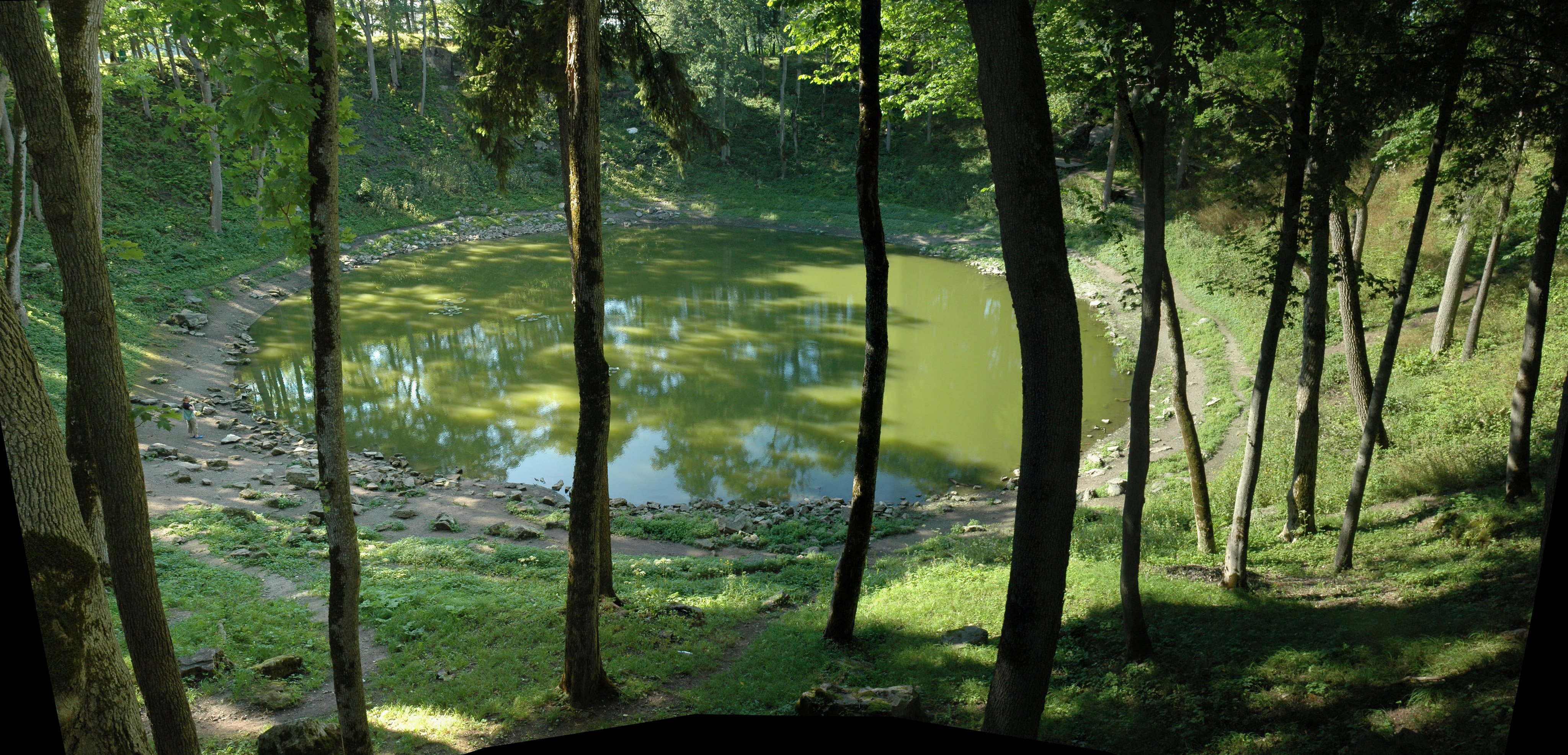
Cráter de Kaali.

Una característica interesante de la isla es el cráter de Kaali. La isla tiene además zonas boscosas. Uno de los símbolos de la isla es el enebro.
Véase también: Anexo:Localidades de la isla de Saaremaa.

## Historia

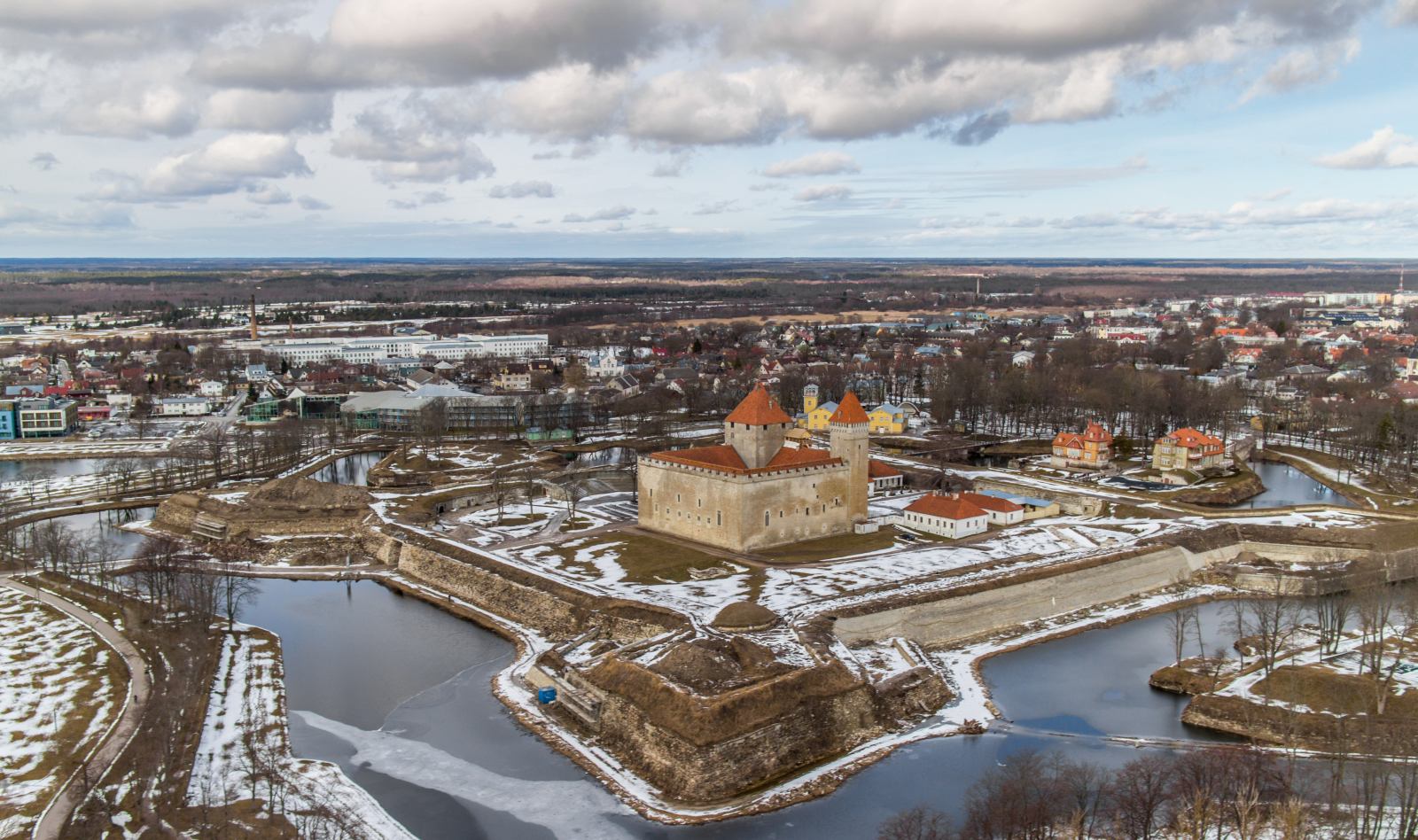
Castillo de Kuressaare

Los resultados de excavaciones arqueológicas han probado que la isla de Saaremaa está habitada desde hace al menos cinco mil años. En las antiguas sagas escandinavas, a Saaremaa se la llama Eysysla, nombre que tiene exactamente el mismo significado que Saaremaa en estonio: la región de la isla. Este nombre se proyectó al alemán y al sueco dando el nombre de Ösel y en latín Osilia. El nombre Eysysla aparece conjuntamente con Adalsysla, la gran región, quizás “Suuremaa” o “Suur Maa” en estonio, que designa la parte continental de Estonia. Las sagas informan de numerosas escaramuzas entre los osilianos y los vikingos. Saaremaa era la región más rica de la antigua Estonia y el refugio de numerosos piratas estonios (a quienes se llamaba a veces los vikingos estonios). La Crónica de Enrique de Livonia describe una flota de dieciséis barcos y quinientos osilianos que devastan el sur de Suecia (que era entonces danés).
En 1227, Saaremaa fue conquistada por los Caballeros livonios en el transcurso de las cruzadas bálticas aunque la isla se convirtió en uno de los principales focos de la resistencia estona. Cuando el ejército lituano derrotó a los caballeros en la batalla de Saule en 1236, los insulares se rebelaron. El conflicto fue regulado por un tratado firmado por los osilianos y los jefes de la Orden. 
En este se acordaba que una parte de Saaremaa sería controlada directamente por la Orden, mientras que la otra parte sería controlada por el obispado de Ösel-Wiek, que sería parcialmente independiente. El 15 de abril de 1560, el obispado y Saaremaa fueron vendidos a Dinamarca bajo cuya dominación permanecería hasta 1645.
En 1645, Dinamarca cedió Saaremaa a Suecia mediante el Tratado de Brömsebro. En 1721, Saaremaa así como el resto de la Estonia sueca fue cedido a Imperio ruso en el Tratado de Nystad.
En el siglo XX, Saaremaa ha estado ocupada dos veces por los alemanes. En la Primera Guerra Mundial, las islas estonias fueron conquistadas en octubre de 1917, (Operación Albión) y ocupadas hasta el fin de las hostilidades.

## Transportes
Desde el aeropuerto de Kuressaare se mantienen vuelos regulares con la capital Tallin, también existen vuelos estacionales hacia Pärnu, la isla de Ruhnu y Estocolmo.
Saaremaa está conectada además a la isla de Muhu por carretera dado la proximidad geográfica de las dos islas.
Varias líneas de autobús comunican la isla con Tallin, Pärnu y Tartu.
Una línea permanente de ferry conecta a Muhu (y en consecuencia a Saaremaa) al continente (Virtsu). También existen líneas de ferry hacia la isla de Hiiumaa (Sõru) y hacia Letonia (Ventspils), Ferries.
Se está estudiando la forma de unir la isla con el continente mediante puentes o túneles, aunque la realización del proyecto no sería antes de 2014.